# Nakhla meteorit

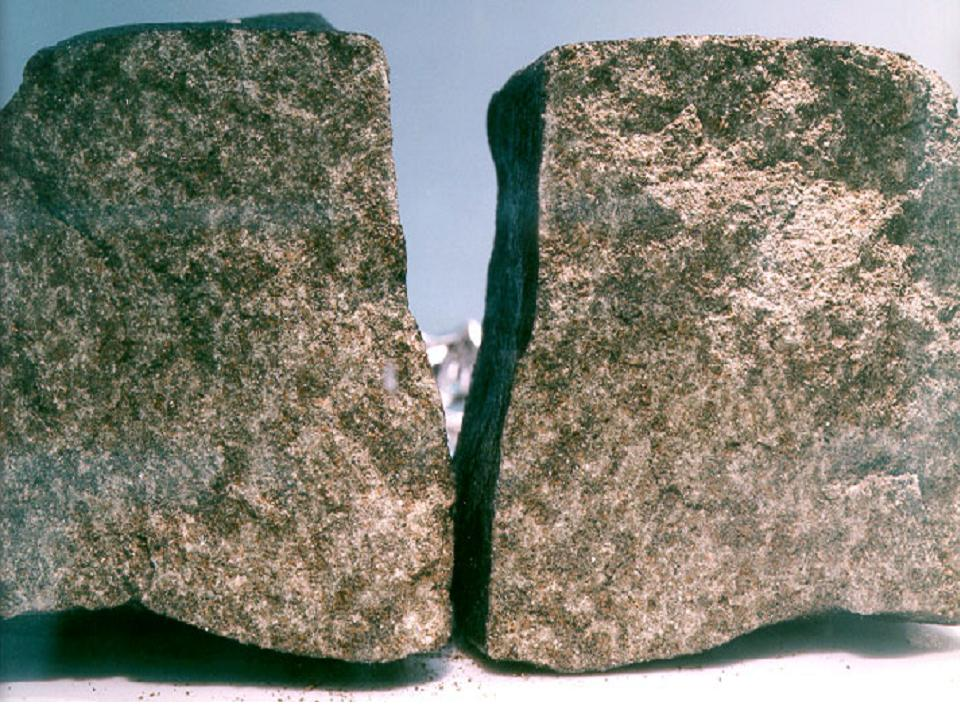
A Nakhla meteorit egyik, 1998-ban mintavétel céljából kettéhasított darabja.

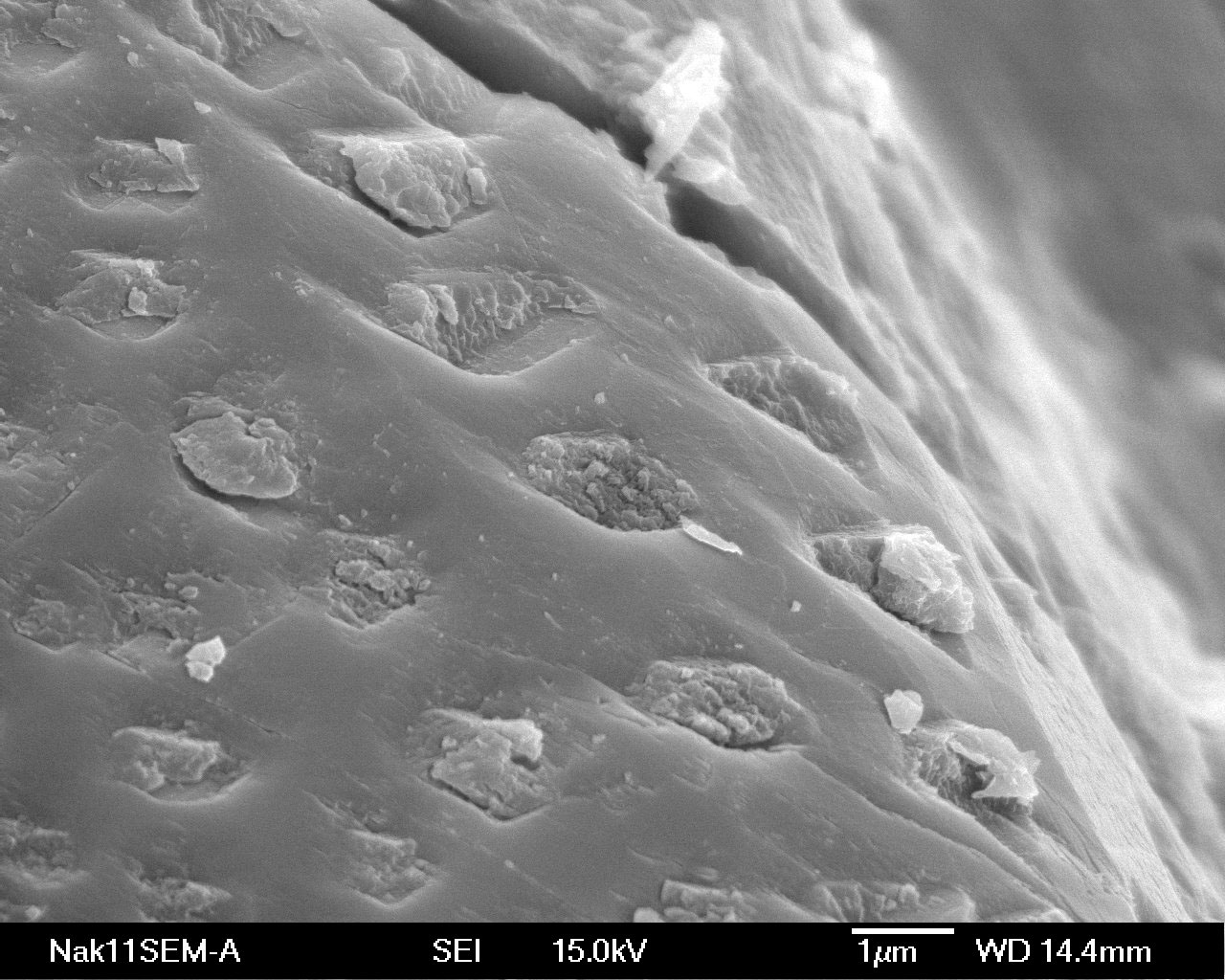
A meteorit egyik szemcséjének pásztázó elektronmikroszkópos felvétele. A felszínen látható gödrök hasonlítanak a földön baktériumok által kivájtakra, a bennük lévő megkövesedett anyagdarabok maguk a mikroorganizmusok vagy anyagcseretermékeik lehetnek.

A Nakhla meteorit 1911. június 28-án, az egyiptomi Nahkhla (Alexandria közelében) mellett lehullott marsi meteorit, a róla elnevezett nakhlitok első ismert példánya. Földet érése előtt a levegőben darabjaira esett szét, összesen mintegy negyven darabját találták meg, közülük a legkisebb mintegy 20 grammos, a legnagyobb 1813 grammos volt, fellelt anyag össztömege elérte a 10 kilogrammot.
A meteorit 1990-es évek vége óta tartó optikai, majd pásztázó elektronmikroszkópos vizsgálata (a szintén marsi eredetű ALH 84001 után ennél a meteoritnál is) olyan, mikrométeres nagyságrendű anyagdarabokat tárt fel, amelyek a vizsgálatot végző kutatók szerint mikroorganizmusoktól erednek. Amennyiben a vitatott állítások igaznak bizonyulnak, ez a (múltbeli) marsi élet létét bizonyíthatja.

## Lásd még
- Marsi meteoritok
- Mars
- ALH 84001
- Asztrobiológia
- Élet a Marson